# Liste der Monuments historiques in Montfort-sur-Meu
Die Liste der Monuments historiques in Montfort-sur-Meu führt die Monuments historiques in der französischen Stadt Montfort-sur-Meu auf.

## Liste der Bauwerke
| Bezeichnung         | Beschreibung | Standort | Kennzeichnung | Schutzstatus | Datum | Bild |
| ------------------- | ------------ | -------- | ------------- | ------------ | ----- | ---- |
| Stadtbefestigung    |              | (Lage)   | PA00090638    | Inscrit      | 1926  |      |
| Tour du Papegault   |              | (Lage)   | PA00090639    | Inscrit      | 1926  |      |
| Abtei Saint-Jacques |              | (Lage)   | PA35000003    | Inscrit      | 1997  |      |
| Kirche St-Louis     |              | (Lage)   | PA35000047    | Inscrit      | 2013  |      |

## Liste der Objekte
- Monuments historiques (Objekte) in Montfort-sur-Meu in der Base Palissy des französischen Kultusministeriums